# Margaret Asquith

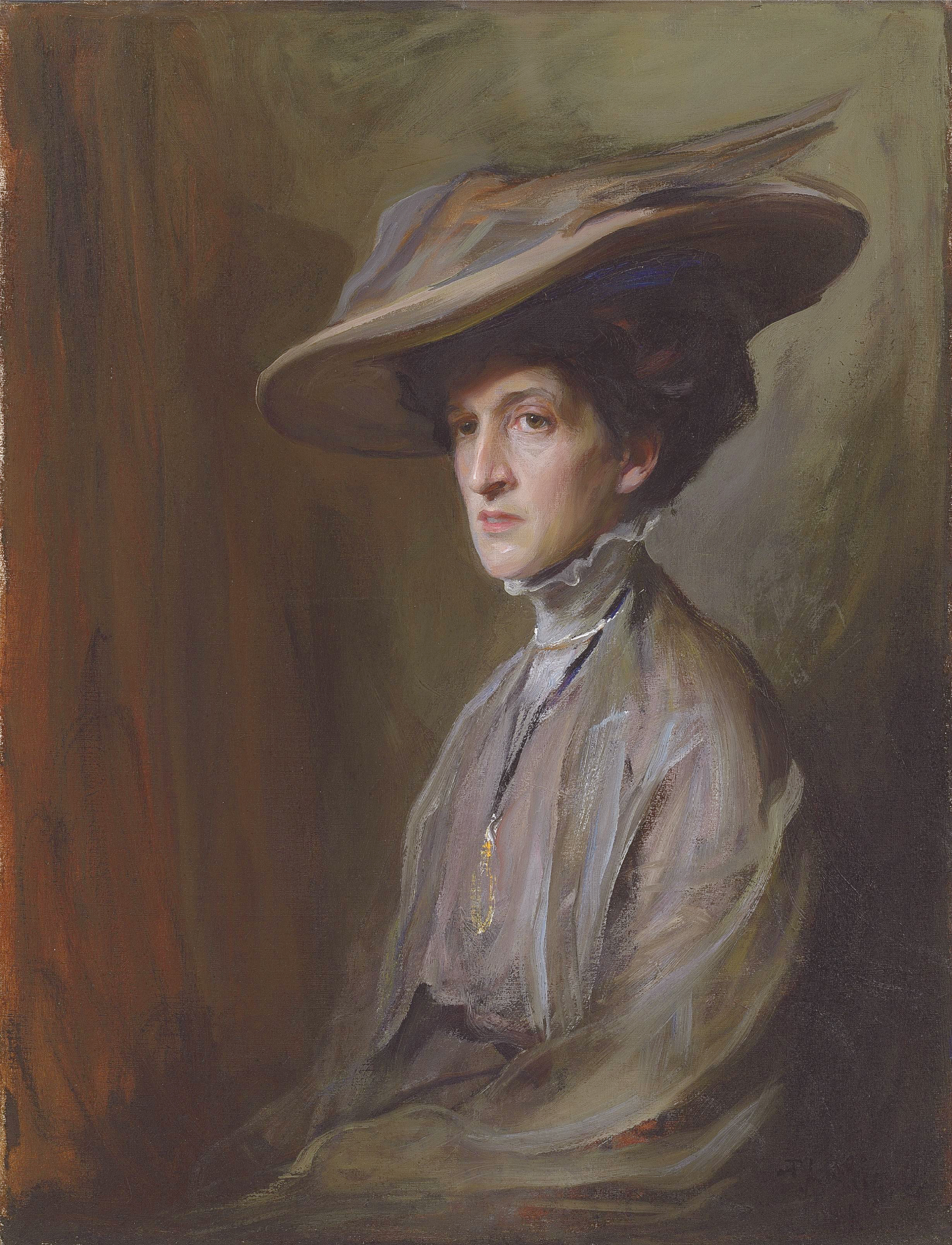
Portrét Margoty Asquith

Emma Margaret Asquith, hraběnka z Oxfordu a Asquithu (rozená Tennant, 2. února 1864, Peeblesshire, (Tweeddale), Skotsko – 28. července 1945, Londýn, Anglie), známá jako Margot Asquith byla britská spisovatelka. Provdala se za Herberta Henryho Asquitha, předsedu vlády Spojeného království.

## Životopis
Emma Margaret Tennant se narodila v historickém hrabství Skotska v Peeblesshireu jako šestá dcera a jedenácté dítě sira Charlese Tennanta, 1. baroneta, průmyslníka a politika, a Emmy Winsloeové. Margot žila v The Glen, venkovském sídle rodiny; Margot a její sestra Laura vyrostly jako divoké a bez zábran. Margot byla „odvážné dítě“, například se toulala po rašeliništích, lezla na střechy za svitu měsíce a jezdila na koni po schodech panského domu. Jezdectví a golf byly její celoživotní vášně.
Obě dívky byly nerozlučné a společně vstoupily do společnosti v Londýně v roce 1881. Ona a Laura se staly ústředními ženskými postavami aristokratické skupiny intelektuálů s názvem „The Soul“ (výrazná elitní sociální a intelektuální skupina ve Spojeném království od roku 1885 do roku 1900. Členy byli mnozí z nejvýznamnějších britských politiků a intelektuálů té doby.) Laura si vzala Alfreda Lytteltona v roce 1885 a zemřela v roce 1888 a Margaretin život byl její smrtí silně ovlivněn.

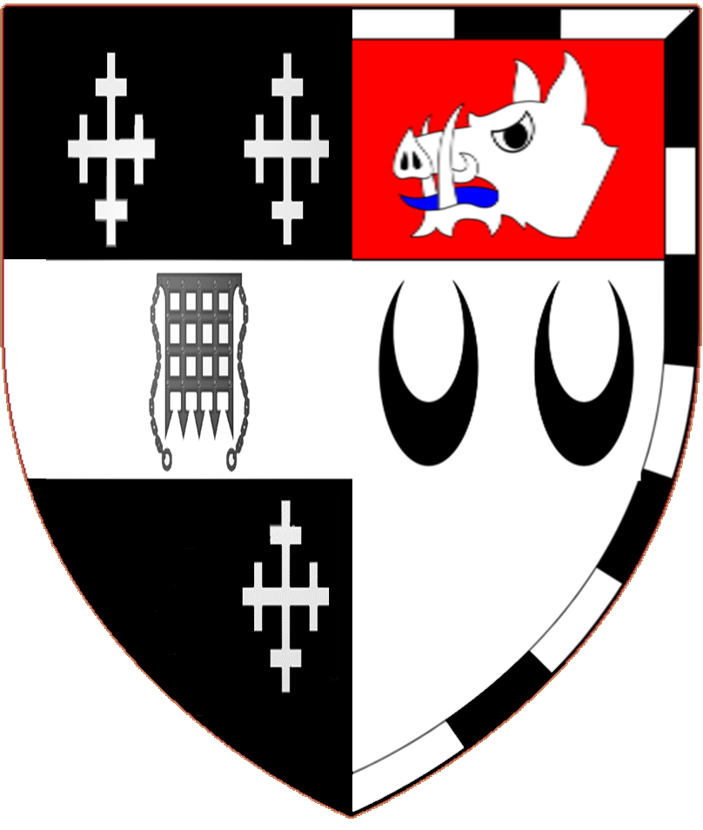
Znak Margot Countess of Oxford & Asquith

## Svatba
Dne 10. května 1894 se Margot provdala za H. H. Asquitha a podporovala ho v jeho ambicích. Přivedla ho do třpytivého světa společenských elit, který s první manželkou nikdy nezažil. Margot jeho první ženu trochu znala a vždy o ní vřele mluvila. Stala se také skvělou nevlastní matkou jeho pěti dětí. Ty byly živou a energickou Margot zprvu poněkud zmatené, tolik se odlišovala od jejich tiché matky. „Vstoupila do našich životů jako oslnivý rajský pták a naplňovala nás úžasem, pobavením, vzrušením, někdy i neklidem, co by mohla udělat příště,“ napsala Violet Asquith.
Asquith porodila pět dětí, ale pouze dvě z nich přežily dětství. Elizabeth Asquith, narozená v roce 1897, se v roce 1919 provdala za prince Antoina Bibesca z Rumunska a stala se spisovatelkou, publikující pod jménem Elizabeth Bibesco. Anthony Asquith, narozený v roce 1902, se stal předním anglickým filmovým režisérem.
V roce 1908, kdy se Asquith stal předsedou vlády, byla Violet jediným dítětem jeho první manželky, která byla stále doma. Ona a otec sdíleli hluboký zájem o politiku. Naproti tomu vztahy mezi nevlastní matkou a nevlastní dcerou byly často napjaté, což přimělo H. H. Asquitha, aby napsal, jak na tom tyto dvě ženy „z hlediska chronického nedorozumění“ byly.
Obrovský dům na Cavendish Square v Londýně se štábem 14 zaměstnanců byl domovem rodiny Asquith, dokud se v roce 1908 nepřestěhovali do sídla premiéra na Downing Street 10. Nejvýznamnějším domovem rodiny Asquith byl The Wharf v Sutton Courtenay, Oxfordshire, postavený v roce 1912. Byl to jejich víkendový dům daleko od Londýna. Právě zde se scházely literární, umělecké a politické osobnosti.
Margaret Asquith byla zapřisáhlou odpůrkyní volebního práva žen, v jednom z dopisů napsala, že „ženy nemají smysl pro politiku, velmi málo humoru, téměř žádný smysl pro čest ... a žádný smysl pro proporce“. Jejich dovolenou na venkovském sídle Clovelly Court v hrabství Devon v roce 1909 narušily svým příjezdem sufražetky Elsie Howey, Jessie Kenney a Vera Wentworth, které jejího manžela všude pronásledovaly. Po několika dnech „ozdobily“ jejich zahradu barvami jejich hnutí: fialovou, bílou a zelenou. Zúčastnila se debaty o zrušeném smírčím návrhu zákona s dalšími manželkami politiků v roce 1911 a „vypadalo to, že jí vážně pobavili“ lobbisté bojující za volební právo žen. Stála poblíž Constance Lytton a Annie Kenney, která si ji pamatovala jako nepříjemnou a sarkastickou. V roce 2012 článek v časopise "Votes for Women" psal o její „tajné“ cestě, když cestovala se svým manželem premiérem trajektem přes Wolverhampton a Holyhead do Dublinu. Jejich trajekt potkala jachta Irish Women's Franchise League, organizace požadující zahrnout do irského zákona Irish Home Rule Bill právo žen hlasovat.
Během první světové války vedla otevřenost Margot Asquithové k veřejnému pobouření. Například navštívila německý zajatecký tábor a obvinila svého otřeseného nevlastního syna Herberta z opilosti. Negativní reakce veřejnosti a médií mohla přispět k politickému pádu jejího manžela. V roce 1918 byla u soudu veřejně napadena pravicovým poslancem Noelem Pembertonem Billingem, který byl přesvědčen, že válečné úsilí národa je podkopáváno homosexualitou ve vysoké společnosti. Naznačil, že byla spojena se spiklenci.

## Po válce
V roce 1920 bylo sídlo na Cavendish Square prodáno a rodina se přestěhovala na 44 Bedford Square, do krásného domu, který dříve obývala Ottoline Morrell. Hraběnkou z Oxfordu a Asquithu se stala v roce 1925, kdy byl jejímu manželovi udělen šlechtický titul.
Na konci dvacátých let byla Margot a její manžel vážně zadluženi: přiznala se, že dluží 15 000 GBP (přes 800 000 GBP v cenách roku 2015) a že zastavila své perly na 2 000 GBP, přestože tvrdila, že vydělala 18 000 GBP za knihy a 10 000 GBP za různé další spisy. Musela být zorganizována podpora liberálních sympatizantů, aby rodina byla zajištěna.
Její manžel jí nechal po smrti v roce 1928 pouhých 300 liber (něco přes 16 000 liber v cenách roku 2015), protože musel použít své životní pojištění, aby zajistil své děti. Zůstala téměř bez prostředků a její finanční situace jí způsobovala neustálé obavy. Poté vydělala peníze poradenstvím o „záležitostech vkusu“ v oblasti interiérového designu a reklamou na cigarety Wix. Po smrti jejího manžela jí William Maxwell Aitken, 1. baron z Beaverbrooku, známý jako baron Lord Beaverbrook posílal pravidelné peněžní dary. Po manželově smrti se Margot přestěhovala do hotelu Savoy. Její poslední domov byl v Thurloe Place, Kensington.
Řekla Haroldovi Nicolsonovi, že Neville Chamberlain byl „největším Angličanem, jaký kdy žil, protože dosáhl podpisu Mnichovské dohody.
V roce 1940 ji potkalo další neštěstí, odloučení od její dcery Elizabeth, která byla od roku 1940 v Bukurešti. Margot ji chtěla pomoci, ale Elizabeth v dubnu 1945 zemřela na zápal plic; se zlomeným srdcem přežila svou dceru jen o několik měsíců.
Margotiny deníky z let 1914–1916 vydalo nakladatelství Oxford University Press v červnu 2014 jako Great War Diaries Margot Asquith.

## Dílo
- An Autobiography, 1920
- My Impressions of America, 1922
- Places & Persons, 1925
- Lay Sermons, 1927
- Octavia, 1928
- More Memories, 1933
- More or Less about Myself, 1934
- Off the Record, 1943